# Wim de Ruiter (wielrenner)
Wim de Ruiter (Hattem, 15 juni 1951) is een voormalig Nederlands wielrenner, die beroeps was tussen 1976 en 1986.

## Wielerloopbaan
De Ruiter werd in Hattem geboren, maar groeide op in Zeeland. Hij was voornamelijk actief in criteriums, maar nam ook eenmaal deel aan de Vuelta.

## Belangrijkste overwinningen
1975
- 3e etappe deel b Ronde van Noord-Holland

1979
- Zwolle dernycriterium

## Resultaten in voornaamste wedstrijden
| Jaar | Ronde van Italië | Ronde van Frankrijk | Ronde van Spanje |
| ---- | ---------------- | ------------------- | ---------------- |
| 1978 |                  |                     |                  |
| 1980 |                  |                     | opgave           |

| Jaar | Amstel Gold Race | Luik-Bast.‑Luik |
| ---- | ---------------- | --------------- |
| 1978 | 29e              | 37e             |
| 1980 |                  |                 |